# Fiálide

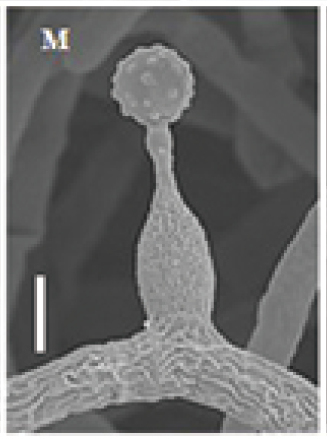
Fiálide de Ophiocordyceps termiticola

Las fiálides (del griego, phialis) son una serie de proyecciones de naturaleza celular, en forma de matraz, que aparecen en la parte superior del conidióforo de ciertos hongos. Son estructuras reproductoras encargadas de la formación de conidios (esporas asexuales).

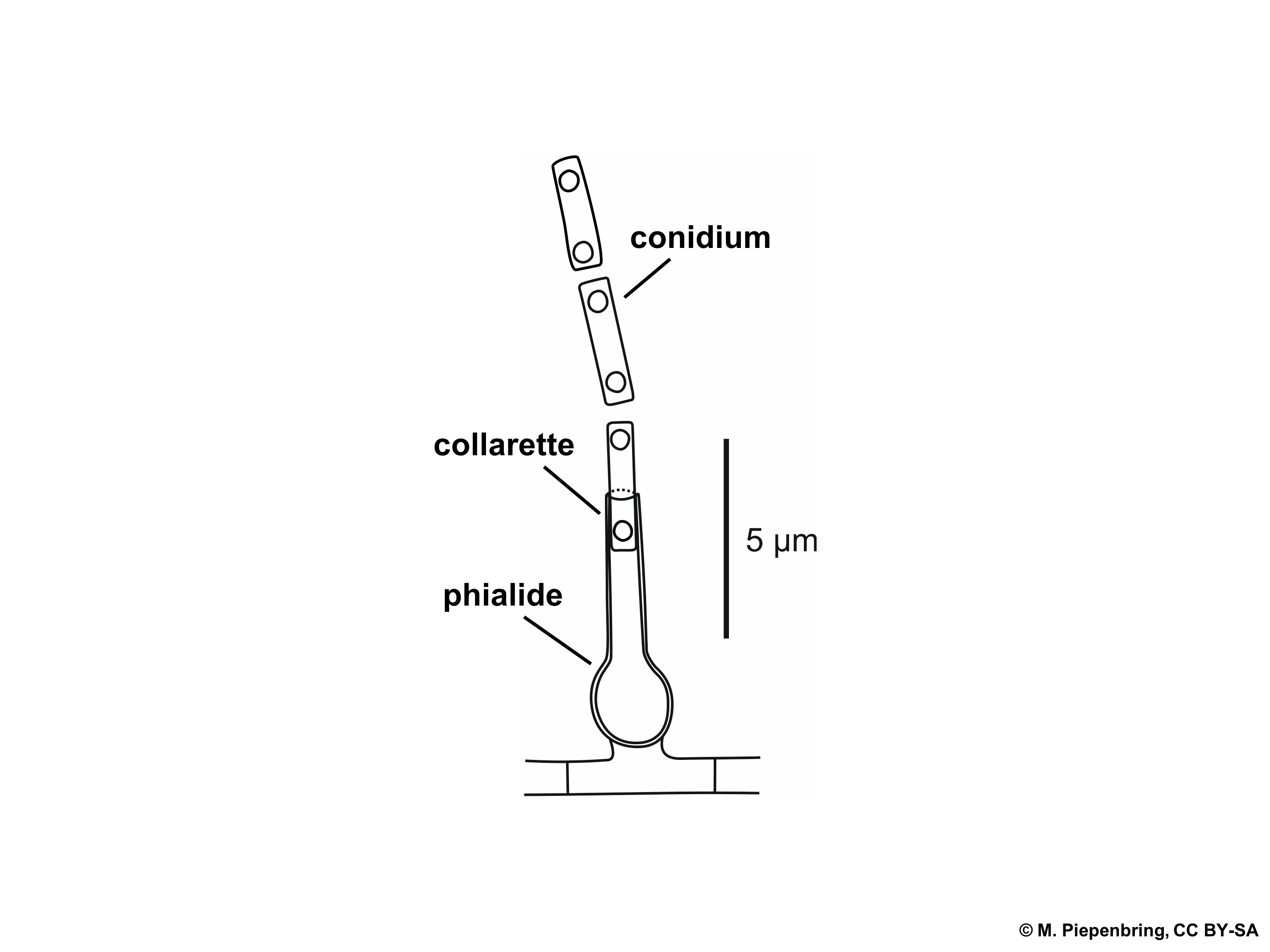
Diagrama que muestra la fiálide y otras estructuras relacionadas (conidios e hifa).